# 第77師団 (日本軍)
第77師団（だいななじゅうななしだん）は、大日本帝国陸軍の師団の一つ。

## 沿革
1944年3月、旭川の第7師団が道東へ進出することに伴い、留守第7師団を基幹に編成され、第5方面軍に編入された。第77師団の担当区域は大雪山系より西側地域で、師団は勇払海岸に移動し陣地構築を行った。
1945年（昭和20年）5月、九州に転用され第16方面軍に編入。当初は川内地域に駐屯し、のち加治木に移り本土決戦に備えている中で終戦を迎えた。

## 師団概要

### 歴代師団長
- 落合忠吉 中将：1944年（昭和19年）4月1日 - 1945年5月5日[1]
- 中山政康 中将：1945年（昭和20年）5月5日 - 終戦[1]

### 参謀長
- 久世弥三吉 大佐：1944年（昭和19年）4月1日 - 1945年7月16日[2]
- 欠員：1945年（昭和20年）7月17日 - 終戦[3]

### 最終司令部構成
- 高級参謀：桑原勝雄中佐
- 高級副官：桜井平次郎少佐
- 兵器部長：藤田又八郎大佐
- 経理部長：石川安之助主計中佐

### 最終所属部隊
- 歩兵第98連隊（旭川）：太田源助大佐
- 歩兵第99連隊（旭川）：山口武臣大佐
- 歩兵第100連隊（旭川）：上原清二中佐
- 騎兵第77連隊（旭川）：尾高三郎中佐
- 山砲兵第77連隊（旭川）：一柳恒市中佐
- 工兵第77連隊（旭川）：三輪本雄少佐
- 輜重兵第77連隊（旭川）：大野慶三少佐
- 第77師団速射砲隊：新田次衛少佐
- 第77師団通信隊：安田栄少佐
- 第77師団衛生隊：森清大尉
- 第77師団第1野戦病院：新川輝明大尉
- 第77師団第4野戦病院：明石勝丈大尉
- 第77師団制毒隊：間野清中尉
- 第77師団兵器勤務隊：野村亮一中尉
- 第77師団病馬廠：佐藤雄吾大尉

第77師団編合
- 独立山砲兵第7連隊：田島昌治少佐
- 独立工兵第75大隊：石浜真琴少佐